# Plaza O'Higgins
La plaza O'Higgins es una plaza ubicada en el barrio El Almendral, en el plan de la ciudad de Valparaíso, Chile, específicamente a un costado del edificio del Congreso Nacional. Su buena accesibilidad y amplitud lo hacen un lugar concurrido a casi cualquier hora del día, siendo disfrutado especialmente por adultos mayores que se sientan a jugar a la brisca y ajedrez.

## Historia

### Primera versión (1912-1966)
Su implementación comenzó luego del terremoto de 1906 y finalizó en 1912. Originalmente, en el plano de reconstrucción del Almendral era llamada Plaza de Merced, debido a que al frente se encontraba la iglesia del mismo nombre. Sin embargo, por acuerdo realizado en la sesión municipal del 27 de mayo de 1910, se la bautizó como Plaza O'Higgins. Se convirtió prontamente en lugar predilecto de las familias de altos recursos de Valparaíso de principios del siglo XX.[cita requerida]

### Segunda versión (1966-2014)
Fue reinaugurada el 12 de febrero de 1966 con un gran monumento al Libertador General Bernardo O'Higgins. Años más tarde comenzó a funcionar en la plaza la Feria de Antigüedades La Merced.

### Cierre y remodelación (2014-2022)
Desde 2014, la plaza se mantuvo cerrada por obras de remodelación y construcción de estacionamientos subterráneos, siendo reinaugurada a principios de 2022.
Este espacio público se mantuvo cerrado desde 2014, luego que en 2008 se licitara el proyecto denominado «Concesión para el diseño, ejecución y explotación de estacionamientos subterráneos área plaza O’Higgins y pasaje Juana Ross» a la empresa Consorcio Valparaíso S.A., previendo un plazo de ejecución de 450 días desde iniciadas las faenas. 
Tras el cierre perimetral, en 2015 se iniciaron las obras definitivas de remodelación de la plaza, pero estas fueron interrumpidas a fines de 2016 por hallazgos arqueológicos de vasijas y osamentas humanas propias de la cultura Aconcagua decoradas con motivos del pueblo diaguita, reanudadas en 2017 tras la excavación arqueológica de estos objetos.
Entre 2018 y 2021, en múltiples ocasiones se prometió la reinauguración de la Plaza O'Higgins, a medida que iba avanzando el desarrollo de las obras. Sin embargo, una y otra vez los plazos anunciados no se cumplieron, y la entrega de la plaza se iba posponiendo.

### Tercera versión (2022-actualidad)

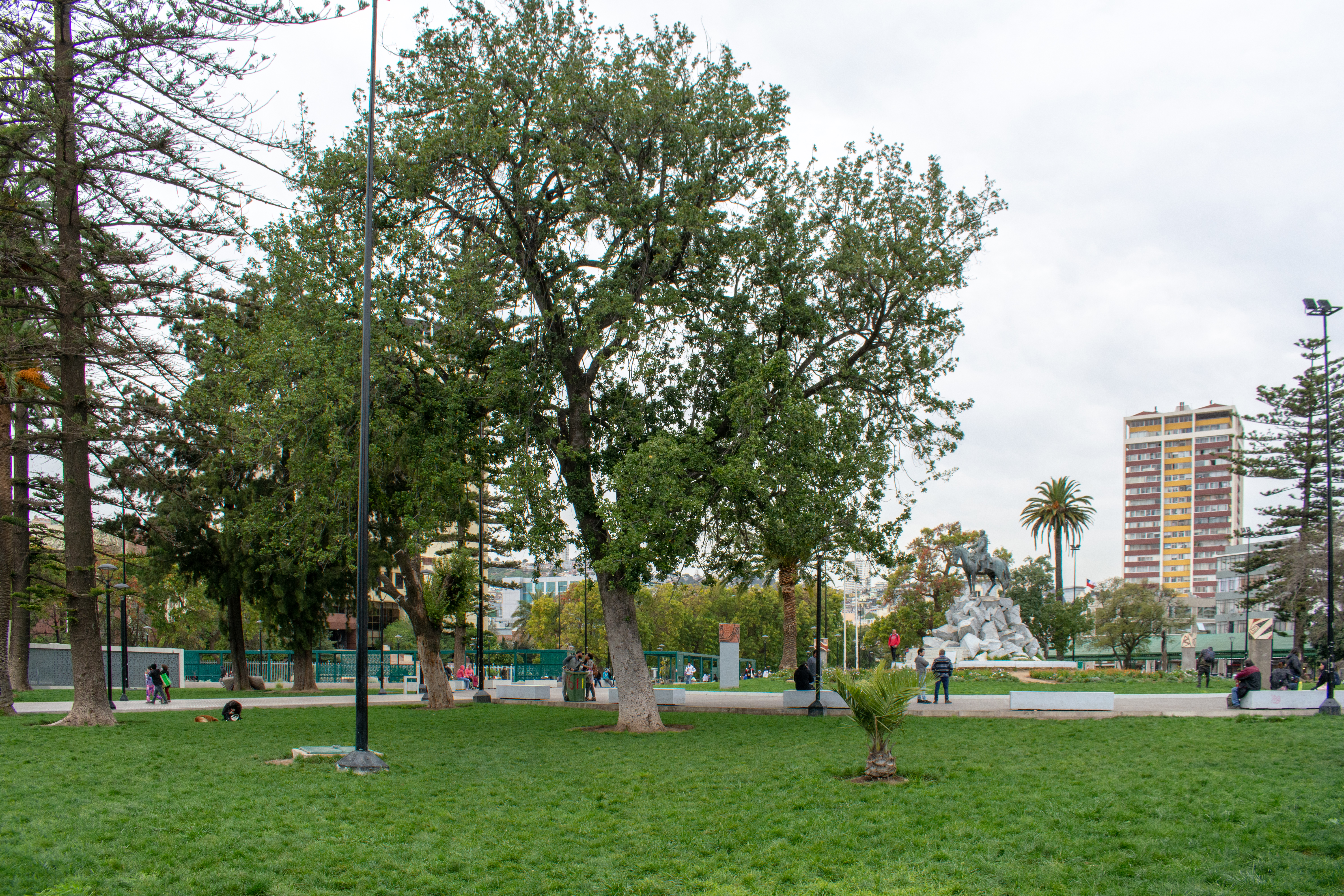
La plaza en 2023.

Finalmente, el 27 de enero de 2022, la Plaza O'Higgins fue reinaugurada, en una actividad abierta a la comunidad en la que participaron diferentes autoridades. La ceremonia de inauguración partió con una rogativa del pueblo diaguita, quienes agradecieron y pidieron permiso a la tierra y los ancestros.
La remozada Plaza O’Higgins ahora cuenta con nuevos baños, servicios sanitarios para personas con discapacidad física, iluminación pública con sistema de luces led, áreas verdes que incluyen árboles nativos y un moderno estacionamiento para 450 vehículos, además de dos oficinas municipales: una de información turística, y la otra destinada a seguridad ciudadana.